# شیرآلو
شیرآلو (نام علمی: Englerophytum) نام یک سرده از تیره چیکوئیان است.